# Ingvar Eggert Sigurðsson
Ingvar Eggert Sigurðsson (Reykjavik, 22 november 1963) is een IJslandse acteur. 

## Biografie
Ingvar studeerde in 1990 af aan de IJslandse theateracademie, waarna hij in 1991 actief werd bij het nationale theater van IJsland.
Vier keer won de acteur de IJslandse Edda-prijs voor "Beste acteur of actrice" voor zijn rollen in Slurpinn & Co. (1998), Englar alheimsins (2000), Kaldaljós (2004) en Mýrin (2006). Ook ontving hij de publieksprijs bij de Europese filmprijzen 2000 voor zijn rol in Englar alheimsins. Hij werd meerdere malen genomineerd voor rollen in verschillende films.
De IJslander verwierf internationale bekendheid door zijn rol als politieagent Ásgeir in de IJslandse televisieserie Trapped (2015–18).
In mei 2019 ontving Ingvar de prijs voor beste acteur van het Critics' Week-festival voor zijn hoofdrol in Hvítur, hvítur dagur.

## Filmografie (selectie)
| Jaar        | Titel                                       | Rol                        | Type productie | Opmerkingen     |
| ----------- | ------------------------------------------- | -------------------------- | -------------- | --------------- |
| 1998        | Slurpinn & Co.                              |                            | Korte film     |                 |
| 2000        | Englar Alheimsins (Angels of the Universe)  | Páll                       | Film           |                 |
| 2002        | K-19: The Widowmaker                        | Gorelov                    | Film           |                 |
| 2004        | Kaldaljós (Cold Light)                      | Grímur                     | Film           |                 |
| 2005        | Beowulf & Grendel                           | Grendel                    | Film           |                 |
| 2006        | Mýrin (Jar City)                            | Erlendur Sveinsson         | Film           |                 |
| 2007        | Foreldrar (Parents)                         | Óskar Sveinn               | Film           |                 |
| 2008        | Reykjavík-Rotterdam                         | Steingrímur                | Film           |                 |
| 2010        | Kóngavegur (King's Road)                    | BB                         | Film           |                 |
| 2010        | Brim                                        | Anton                      | Film           |                 |
| 2013        | Hross í oss (Of Horses And Men)             | Kolbeinn                   | Film           |                 |
| 2013        | Málmhaus (Metalhead)                        | Karl                       | Film           |                 |
| 2015        | Everest                                     | Anatoli Boukreev           | Film           |                 |
| 2015        | Þrestir (Sparrows)                          | Gunnar                     | Film           |                 |
| 2015 - 2019 | Ófærð (Trapped)                             | Ásgeir Þórarinsson         | Televisieserie | 20 afleveringen |
| 2016        | Eiðurinn (The Oath)                         | Halldór                    | Film           |                 |
| 2017        | Justice League                              | Burgemeester               | Film           |                 |
| 2018        | Fantastic Beasts: The Crimes of Grindelwald | Grimmson                   | Film           |                 |
| 2019        | Hvítur, hvítur dagur (A White, White Day)   | Ingimundur                 | Film           |                 |
| 2021        | Zack Snyder's Justice League                | Burgemeester               | Film           |                 |
| 2021        | Katla                                       | Þór                        | Televisieserie | 8 afleveringen  |
| 2021        | Verbúðin (Blackport)                        | Nautið                     | Televisieserie | 1 aflevering    |
| 2022        | Killing Eve                                 | Lars                       | Televisieserie | 3 afleveringen  |
| 2022        | The Northman                                | He-Witch (Mannelijke heks) | Film           |                 |
| 2022        | Vanskabte land                              | Ragnar                     | Film           |                 |
| 2024        | O                                           | Grímur                     | Korte film     |                 |

## Onderscheidingen
| Jaar | Titel productie                            | Betrokkenheid              | Prijs                                                               | Categorie                    | Resultaat | Bron   |
| ---- | ------------------------------------------ | -------------------------- | ------------------------------------------------------------------- | ---------------------------- | --------- | ------ |
| 1999 | Slurpinn & Co.                             | Acteur                     | Edda Awards                                                         | Beste acteur                 | Winnaar   | [ 1 ]  |
| 1999 |                                            | Acteur                     | EFP Shooting Star Internationaal filmfestival van Berlijn           | Aanstormend talent           | Winnaar   | [ 2 ]  |
| 2000 | Englar alheimsins (Angels of the Universe) | Acteur                     | People's Choice Award European Film Awards                          | Publieksprijs - Beste acteur | Winnaar   | [ 4 ]  |
| 2000 | Englar alheimsins (Angels of the Universe) | Acteur                     | European Film Awards                                                | Beste acteur                 | Nominatie | [ 5 ]  |
| 2000 | Englar alheimsins (Angels of the Universe) | Acteur                     | Edda Awards                                                         | Beste acteur                 | Winnaar   | [ 1 ]  |
| 2001 | Englar alheimsins (Angels of the Universe) | Acteur                     | Silver Dolphin Festróia - Tróia International Film Festival         | Beste acteur                 | Winnaar   | [ 6 ]  |
| 2004 | Kaldaljós (Cold Light)                     | Acteur                     | Silver Dolphin Festróia - Tróia International Film Festival         | Beste acteur                 | Winnaar   | [ 6 ]  |
| 2004 | Kaldaljós (Cold Light)                     | Acteur                     | People's Choice Award European Film Awards                          | Publieksprijs - Beste acteur | Nominatie | [ 7 ]  |
| 2004 | Kaldaljós (Cold Light)                     | Acteur                     | Edda Awards                                                         | Beste acteur                 | Winnaar   | [ 1 ]  |
| 2006 | Mýrin (Jar City)                           | Acteur                     | Edda Awards                                                         | Beste acteur                 | Winnaar   | [ 1 ]  |
| 2007 | Foreldrar (Parents)                        | Acteur Scenarist Producent | Edda Awards                                                         | Beste film                   | Winnaar   | [ 8 ]  |
| 2007 | Foreldrar (Parents)                        | Acteur Scenarist Producent | Edda Awards                                                         | Beste scenario               | Winnaar   | [ 8 ]  |
| 2008 | Mýrin (Jar City)                           | Acteur                     | Valenciennes International Festival of Action and Adventure Films   | Beste acteur                 | Winnaar   | [ 9 ]  |
| 2011 | Kóngavegur (King's Road)                   | Acteur                     | Edda Awards                                                         | Beste bijrol                 | Nominatie |        |
| 2011 | Brim                                       | Acteur Producent           | Edda Awards                                                         | Beste scenario               | Nominatie |        |
| 2014 | Hross í oss (Of horses and men)            | Acteur                     | Edda Awards                                                         | Beste acteur                 | Winnaar   |        |
| 2014 | Málmhaus (Metalhead)                       | Acteur                     | Edda Awards                                                         | Beste bijrol                 | Winnaar   |        |
| 2016 | Þrestir (Sparrows)                         | Acteur                     | Edda Awards                                                         | Beste bijrol                 | Nominatie |        |
| 2019 | Hvítur, hvítur dagur (A White, White Day)  | Acteur                     | Louis Roederer Foundation Rising Star Award Filmfestival van Cannes | Aanstormend talent           | Winnaar   | [ 10 ] |
| 2019 | Hvítur, hvítur dagur (A White, White Day)  | Acteur                     | European Film Awards                                                | Beste acteur                 | Nominatie | [ 11 ] |
| 2019 | Hvítur, hvítur dagur (A White, White Day)  | Acteur                     | Prix d'interprétation Montréal Festival of New Cinema               | Beste acteur                 | Winnaar   | [ 12 ] |
| 2019 | Hvítur, hvítur dagur (A White, White Day)  | Acteur                     | Best Performance Transilvania International Film Festival           | Beste acteur                 | Winnaar   | [ 13 ] |
| 2020 | Hvítur, hvítur dagur (A White, White Day)  | Acteur                     | Edda Awards                                                         | Beste acteur                 | Winnaar   | [ 14 ] |
| 2023 | Vanskabte land                             | Acteur                     | Bodil                                                               | Beste bijrol                 | Winnaar   |        |
| 2023 | Vanskabte land                             | Acteur                     | Edda Awards                                                         | Beste acteur                 | Nominatie |        |
| 2023 | Vanskabte land                             | Acteur                     | International Online Cinema Awards                                  | Beste bijrol                 | Nominatie |        |
| 2023 | Verbúðin                                   | Acteur                     | Edda Awards                                                         | Beste bijrol                 | Nominatie |        |
| 2023 | The Northman                               | Acteur                     | CinEuphoria Awards                                                  | Beste ensemble               | Nominatie |        |
| 2025 | O                                          | Acteur                     | Clermont-Ferrand International Short Film Festival                  | Beste prestatie              | Winnaar   |        |
| 2025 | O                                          | Acteur                     | Brussels Short Film Festival                                        | Beste acteur                 | Winnaar   |        |